# Il terribile Pesce-cane
Il terribile Pesce-cane, detto anche semplicemente il Pesce-cane, soprannominato anche l'Attila dei pesci e dei pescatori, è l'ultimo antagonista e ostacolo del libro Le avventure di Pinocchio. Storia di un burattino di Carlo Collodi.

## Ruolo nella storia
Tuffatosi in mare per salvare il padre, Pinocchio si arena la mattina seguente all'Isola delle Api Industriose. Mentre si asciuga i vestiti, Pinocchio domanda a un delfino di passaggio prima dove si trova e poi se abbia visto suo padre da qualche parte. Il mammifero non auspica all'uomo un buon fato, dicendo che è altamente probabile che sia diventato il pasto del terribile Pesce-cane, un mostro marino apparso di recente. Stando alla sua descrizione, il Pesce-cane è «più grosso di un casamento di cinque piani, ed ha una boccaccia così larga e profonda, che ci passerebbe comodamente tutto il treno della strada ferrata colla macchina accesa». La descrizione spaventa così tanto Pinocchio che, mentre si dirige al vicino villaggio, passa tutto il tempo a guardarsi le spalle nella paura che il mostro (con tanto di treno acceso che gli spunta dalla bocca) possa apparire da un momento all'altro.
Dopo qualche giorno, Pinocchio si fa valere a scuola come uno studente modello. Invidiosi e offesi di essere messi in ombra da un burattino, un gruppo di bulli, una mattina, lo convince a marinare la scuola per vedere il Pesce-cane dalla spiaggia visto che è stato avvistato. Speranzoso di poter fare qualcosa per riunirsi al padre, Pinocchio casca al loro trucco e li segue sulla spiaggia, ma del mostro non vi è traccia. I sette ragazzacci rivelano così il loro piano e ne segue una rissa.
Verso la fine del romanzo, dopo che Pinocchio è libero dalla forma di somaro grazie a dei pesci mandati dalla Fata, Pinocchio scappa dal suo compratore nuotando via. Mentre nuota, Pinocchio nota uno scoglio bianco con sopra una capretta dalla lana turchina, intuendo giustamente si tratti della sua Fata, ma proprio allora, ecco che emerge il Pesce-cane, descritto con «un'orribile testa di mostro marino, con la bocca spalancata, come una voragine, e tre filari di zanne che avrebbero fatto paura anche a vederle dipinte» (quest'ultimo dettaglio, più il nome, fa presumere si tratti di uno squalo gigante). Nonostante i suoi sforzi, Pinocchio viene inghiottito dal mostro. Preso dalla paura, Pinocchio si mette a piangere, attirando le attenzioni di un tonno, anch'esso divorato, che attende con rassegnazione e dignità di essere digerito. Pinocchio gli chiede se può esistere una via di fuga, ma il Tonno risponde che non è una soluzione plausibile, aggiungendo inoltre che il corpo del Pesce-cane è «più lungo di un chilometro, senza contare la coda». Incuriosito poi da una fievole fonte di luce in lontananza, Pinocchio va a investigare.
La luce si rivela una candela che appartiene a Geppetto, sopravvissuto per due anni al suo interno. Dopo aver abbracciato il padre, i due si scambiano i racconti di quello che hanno passato. Geppetto spiega che il giorno che affondò, fu divorato subito dal Pesce-cane «come un tortellino di Bologna», fortuna poi volle che anche un bastimento mercantile fece la stessa fine. I marinai si salvarono tutti, mentre il mostro inghiotti l'intera nave (meno l'albero maestro che gli rimase impigliato tra i denti) e con le numerose scorte e i pesci divorati dal mostro Geppetto è riuscito a sopravvivere, ma ora delle provviste non è più rimasto nulla se non la candela. Non potendo accettare che questa sia la loro fine, Pinocchio realizza dal respiro del mostro che egli soffre d'asma e dovrà dormire con la bocca aperta e potranno approfittare di ciò per scappare a nuoto verso la terraferma. Geppetto ride del piano, essendo incapace di nuotare e Pinocchio è troppo piccolo per scortarlo a nuoto, ma Pinocchio insiste e, presa la candela si incamminano verso la bocca. Raggiunta la bocca, uno starnuto del Pesce-cane scaraventa i due nuovamente nello stomaco, spegnendo la candela, ma senza demordere Pinocchio ci riprova e scappano.
In seguito, anche il Tonno, ispirato dal loro esempio, li copia, li raggiunge e li aiuta a raggiungere la riva. Quando trovano un posto per dormire presso la capanna del Grillo-parlante, egli spiega che ha ottenuto la dimora dalla capretta, rattristita dalla convinzione che il Pesce-cane abbia ucciso Pinocchio.

### Significato
Molti storici e letterari hanno fatto caso alla similitudine tra gli ultimi capitoli di Pinocchio con il mito di Giona: entrambi sono divorati da un mostro marino (che casualmente molti adattamenti identificano come una balena), ma anziché venire digeriti, i due protagonisti si ritrovano non solo salva la vita ma sono anche maturati nel pensiero e nelle azioni quando escono, non vi è più traccia della persona che un tempo erano. Il Pesce-cane, così come il mostro di Giona, è visto come la rappresentazione della rinascita o della redenzione.
Secondo altri, il Pesce-cane ha qualche associazione con la massoneria, nello specifico con il Tempio massonico con la volta celeste raffigurata sul soffitto è parallelato con il cielo stellato notturno che Pinocchio e Geppetto vedono dall'interno della bocca aperta.

## Altri media

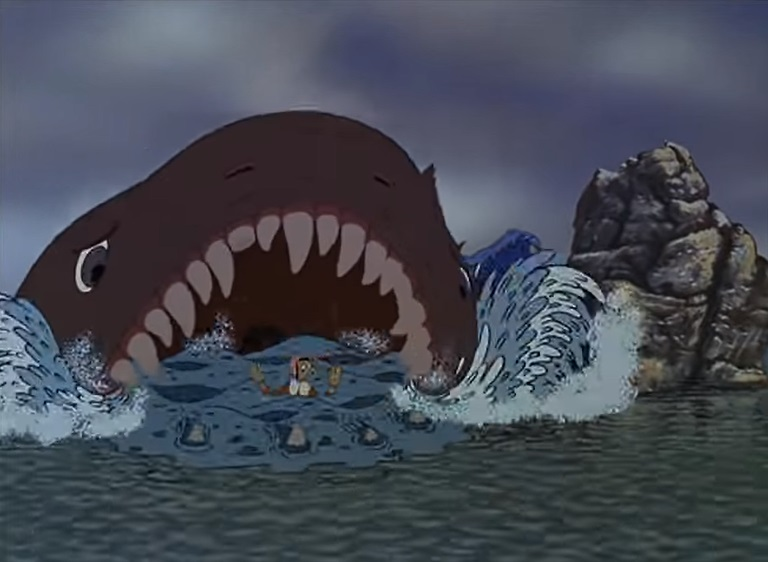
Il Pesce-cane in Un burattino di nome Pinocchio

Come successo con le varie interpretazioni di Giona, il Pesce-Cane di Pinocchio è spesso dipinto come una balena in molti adattamenti del romanzo, mentre in quelli che cercano di seguire il più fedelmente la storia ritraggono il mostro come uno squalo gigante.
- Nel primissimo adattamento del 1911, una Balena inghiotte Pinocchio dopo che fugge dal carcere di Acchiappacitrulli in mare. Al suo interno vi trova Geppetto e scappano dopo che la Balena viene attaccata da una tribù indigena che, mentre la mangiano, trovano Pinocchio al suo interno ritenendolo un dio. Geppetto viene invece portato via, ma a fine scena è sano e salvo a casa sua.
- Nel film del 1947 Le avventure di Pinocchio di Giannetto Guardone, semplicemente chiamato "il mostro" inghiotte Pinocchio dopo che scappa dal Pescatore Verde. Al suo interno, Pinocchio trova subito Geppetto, che non riconoscendo il figlio per via del buio, lo scambia per un pesce e si sfoga con lui che non è felice di quello che Pinocchio gli ha fatto passare, ma gli vuole comunque molto bene, riabbracciandolo dopo che Pinocchio si fa coraggio e si mostra. Il tonno è assente e i due tornano a riva da soli.[11]
- Nel film animato italiano del 1971 Un burattino di nome Pinocchio di Giuliano Cenci, è un lunghissimo mostro marino simile ad un serpentino squalo toro. Con l'assenza del delfino e la rissa dei bulli (riassunta dalla narrazione), non viene mai menzionato prima della sua apparizione.
- Nell'anime del 1972 Le nuove avventure di Pinocchio, il Pesce-cane è assente, ma un'enorme Rana pescatrice (chiamato Pesce-rana) prende le sue veci nell'episodio "Il tesoro". Intenti a recuperare un tesoro pirata affondato, i compagni di scuola mandano Pinocchio a scandagliare il fondo del mare, dove viene divorato con la cassa. Usando la sciabola dello scheletro pirata al suo interno, Pinocchio si fa strada per la pancia della bestia, uccidendola e facendola riemergere. Altre creature come un gigantesco Tricheco evocato dalla Fata della Quercia, il Mago del Mare e il Dio del fuoco dell'Isola Infernale hanno elementi in comune con il Pesce-cane essendo mostri marini e, nel caso dell'ultimo, mette a dura prova Pinocchio mentre salva suo padre un'ultima volta.
- Nello sceneggiato TV del 1972 Le avventure di Pinocchio di Luigi Comencini, a parlare del Pesce-cane è un vecchio che Pinocchio incontra sulla costa del Paese delle Api Industriose e, come poi anche Geppetto e il tamburino discutono, non sanno dire se la bestia è un pescecane o una balena, essendo rappresentato con elementi di entrambi gli animali: fisionomia e sfiatatoio del mammifero, zanne e apparato digestivo dello squalo. L'atto finale della miniserie si ambienta nel suo stomaco: Pinocchio finisce col diventare un umano completo al suo interno e poi passa il resto della puntata a cercare di convincere Geppetto a scappare, ma il falegname trova lo stomaco allettante (specie considerando che le provviste non sono nemmeno scarse) e lo ritiene sicuro da mali della superficie e le cattive persone. Pinocchio passerà allora le notti a vedere le stelle dalla bocca, scoprendo del raffreddore del mostro, e il Tonno ne approfitterà anche per scappare, offrendo a Pinocchio di accompagnarlo alla riva. Geppetto lo scopre e, per quanto desista, colpito dall'amore di Pinocchio che si rifiuta di scappare senza di lui (e spaventato da un colpo di tosse del mostro), accetta di scappare.
- Nell'anime Pinocchio del 1976, un gigantesco capodoglio copre il ruolo del Pesce-cane ma inghiotte Geppetto solo il giorno prima di Pinocchio: Geppetto infatti non viene divorato dopo il naufragio e, tornato sano e salvo a riva, riprende le ricerche del figlio e Pinocchio fa altrettanto, ma durante una traversata in mare per raggiungere un'isola, Geppetto viene divorato dalla balena e Pinocchio fa la stessa fine il giorno dopo, ma entrambi sono pasti accidentali. Nella pancia, Pinocchio conosce il Tonno, che è nato nelle acque degli stomaci della balena e li considera i quattro oceani, così Pinocchio, quando tenta la fuga, si offre di portarlo fuori e fargli vedere il vero mare. Dopo aver trovato Geppetto, il gruppo tenta di raggiungere la bocca, ma i loro sforzi sono mandati in fumo quando la balena si mette a inghiottire acqua. Furioso, Pinocchio calcia una cassa di spezie piccanti da un relitto, irritando lo stomaco della balena che li sputa fuori, per poi andarsene.
- Nel film animato del 1987 I sogni di Pinocchio, un seguito della storia, la Balena è semi-rappresentata dalla nave dell'Imperatore della Notte, che ghermisce il battello di Pinocchio "divorandolo" con la prua.
- Nel film anime Doraemon - The Movie: Le 1000 e una notte del 1991, Nobita e Shizuka, mentre stanno viaggiando nel romanzo di Pinocchio grazie alle scarpe favolose, assistono a una scena molto simile al film Disney in cui Pinocchio e Geppetto, remando velocemente con una zattera cercano di sfuggire da una mostruosa Balena, e incitano il burattino a non arrendersi se vuole diventare un bambino vero. Nel bel mezzo di una tempesta, i due si separano a causa delle onde, e Geppetto viene miracolosamente soccorso dalla Sirenetta, facendo stranire subito i due ragazzi, mentre la Balena scompare misteriosamente di scena quando Pinocchio e Geppetto affondano.
- Nel film diretto da Diane Eskenazi del 1992, una feroce Balena prende il ruolo del Pesce-cane, ma non ha differenze particolari dal libro.
- Nel film del 1996 Le straordinarie avventure di Pinocchio, Mangiafoco, l'Omino di burro e il Pesce-cane sono fusi in un unico personaggio: Lorenzini. Il malvagio burattinaio svolge, all'oscuro di tutti, un'attività segreta a Terra Magica: grazie all'ausilio di una fonte magica che trasforma chi la beve nell'animale che meglio rappresenta, attira i bambini nel parco giochi sopra eretto per trasformarli in asini quando inevitabilmente berranno o si bagneranno in essa passandoci sulle montagne russe. Pinocchio, grazie a dei buchi causategli da Lucignolo, si salva in parte dalla trasformazione di somaro e libera tutti i ciuchini rinchiusi, poi tenta di avvertire il resto dei bambini, ma Lorenzini lo sminuisce. Lucignolo, allora, lo calcia nella fonte e Lorenzini inizia a trasformarsi in una balena e, spaventando i ragazzi che scappano da Terra Magica, Lorenzini si butta nel fiume e da lì finisce in mare, concludendo la sua metamorfosi, diventando una balena rossa con i baffetti e i denti umani. Casualmente si imbatte in Geppetto e lo divora, poi fa lo stesso con Pinocchio che grazie all'alito di peperoncino del cetaceo lo riconosce. Ritrovato il padre, Pinocchio tenta la fuga, usando il suo naso bugiardo per allargare la gola per il genitore, ma il naso si spezza e finisce con il bucare la trachea. Lorenzini allora tossisce fuori i due e poi sprofonda in mare, apparentemente morendo.
  - Nel seguito del 1999 Il mondo è magia - Le nuove avventure di Pinocchio, si scopre che Lorenzini non solo è sopravvissuto ma, la trasformazione è scaduta ed è tornato umano, ma il danno alla gola gli è rimasto. Spacciandosi per la sua inventata moglie, Madame Flambeau, Lorenzini dirige un circo itinerante e propina una pozione miracolosa creata con la fonte di Terra Magica, mentre scopre che esiste la fonte madre che è in grado di ridare a chi vi immerge il suo stato originale. Dopo averla trovata, ci si tuffa nella speranza di curare la sua gola, ma invece lo trasforma in un orrendo mostro mezzo uomo e mezzo anfibio, venendo poi rinchiuso nel suo stesso circo come fenomeno da baraccone, dal quale però riuscirà a scappare a fine film.
- Nel film del 2002 Pinocchio di Roberto Benigni, un'enorme squalo bianco coi denti di un pesce abissale interpreta il mostro. Come nel film di Guardone, Geppetto scambia Pinocchio per un tonno e si sfoga dei guai e la gioia di essere un padre. A tenere sveglio il "Pesce-mostro", come lo chiama Pinocchio, è il raffreddore che gli fa fare enormi starnuti, che Pinocchio decide di usare per scappare. Geppetto tenta di tirarsi indietro, ma Pinocchio gli ruba la parrucca per farsi inseguire sulla lingua. Nonostante il Pesce-cane sia sveglio, non si disturba a inseguire i due fuggitivi.
- In Pinocchio - Il grande musical del 2003, mentre buttato in acqua dal tamburino, Pinocchio è soccorso da delle sirene che con la loro magia lo riportano al suo aspetto di burattino. La canzone che procedono a cantare con la fauna marina, sveglia e attira il Pesce-cane (di cui si vedono solo gli occhi e i denti che sbucano dallo sfondo nero) e tutti scappano, meno Pinocchio che, distratto dalla musica e legato ancora alla corda, viene divorato, e nello stomaco trova il padre, che dalla solitudine si era creato un mini Pinocchio. Padre e figlio poi scapperanno grazie all'asma del mostro.
- In Pinocchio 3000, a coprire il ruolo della Balena (e della febbre del somaro) è un'attrazione di Scamboland, la Balena Magica, un ottovolante in cui la carrozza passa per una balena. Nell'ultimo tratto, all'ignoto di tutti i bambini, Scamboli aggiunge un congegno che trasforma gli occupanti delle carrozze in robot, liberandosi così dei bambini da lui odiati e poi ci fa passare anche Geppetto. Dopo aver fermato Scamboli, Pinocchio e Geppetto invertono la direzione della carrozza e ciò riporta tutti i bambini alla normalità. Quando Geppetto sale per ultimo, Scamboli, nascosto dentro l'attrazione, la ferma con un pulsante d'emergenza e Pinocchio entra a controllare. Usando le sue bugie, adula Scamboli, facendogli abbassare la guardia e riattiva la carrozza dietro di lui, che parte nel senso giusto, trasformandolo in un robot. La Fata Cyberina poi appare e, complimentandosi con Pinocchio, usa la magia per far continuare il viaggio della carrozza di Geppetto dopo averci fatto salire Pinocchio, trasformandoli entrambi in umani.
- Nel film animato del 2007 Bentornato Pinocchio, un seguito della storia, il Pesce-cane viene menzionato quando Pinocchio incontra il Tonno sulla spiaggia.
- Nella miniserie del 2009, come nella prima miniserie, nessuno riesce a dire se è uno squalo o una Balena, chiamando il mostro "Pesce-Cane-Balena". Ha l'aspetto di uno squalo con la coda orizzontale di un cetaceo. Geppetto passa solo pochi giorni prima di essere raggiunto da Pinocchio. Il Tonno è assente: i due tornano a riva aggrappati ad un asse di legno.
- Nel film animato del 2012, il Pesce Cane, dall'aspetto simile ad un grosso piranha, ha lo stesso ruolo del libro, tuttavia, vi sono delle discrepanze temporali, dal momento che il film segue una versione velocizzata dei fatti ma mantiene buona parte dei dialoghi, Pinocchio passa un solo giorno al Paese dei balocchi e Geppetto affonda e viene divorato il giorno della sua partenza, di conseguenza, per quanto abbia la barba lunga e abbia finito le provviste del bastimento come se avesse passato i due anni menzionati nel libro, ciò è cronologicamente sbagliato. Il tonno è nuovamente assente e Pinocchio fa quasi tutta la traversata da solo, è quando arrivano in vista della spiaggia che sono aiutati da Alidoro (che ha imparato a nuotare). Dentro il Pesce-cane, Geppetto canta una canzone ("Una volta c'era un re") che, nell'immaginazione collettiva di Pinocchio e il falegname, li vede fuggire dal Pesce-cane in volo sull'aquilone di inizio film.
- Nella miniserie tedesca del 2013, la Balena di turno è una megattera. Dopo aver divorato Geppetto e il suo cane Pulcino, Geppetto lancia dallo sfiatatoio un messaggio in bottiglia che fortunatamente arriva a Pinocchio, che parte in cerca del cetaceo che a sua volta lo divora. Dopo aver curato il padre, ammalatosi di febbre, i due organizzano la fuga, usando il naso di Pinocchio per solleticare lo sfiatatoio e poi farsi sparare a riva con uno starnuto a bordo della loro barca.
- Il Pescecane fa una breve apparizione in Regal Academy in cui mangia di nuovo Pinocchio (il nipote dell'ex-marionetta), ma viene salvato da Rose e sua sorella Pinocchia.
- Nel film del 2019 Pinocchio di Matteo Garrone, il Pesce-cane ha lo stesso ruolo del libro e ha lo stesso aspetto che ha nelle illustrazioni di Carlo Chiostri. Senza Delfino e rissa in spiaggia, non vi sono menzioni a lui prima della sua apparizione.
- Nell'adattamento in stop motion del 2022 di Guillermo del Toro, il Pescecane viene riportato come un gigantesco e grottesco mostro abissale parzialmente ispirato alla balena-isola, che si sveglia ogni cento anni per divorare quanto più può e poi andare in letargo per un altro secolo. Sfortunatamente per Geppetto e Sebastian, i due sono divorati mentre tentano di raggiungere Pinocchio in Catania. Pinocchio e la scimmia Spazzatura successivamente sono anch'essi divorati pochi giorni dopo e si ricongiungono agli altri. I protagonisti poi fuggono da uno dei suoi sfiatatoi, arrivando alla sua altezza tramite un faro divorato dalla bestia e poi il lungo naso di Pinocchio per raggiungerlo. La creatura, come nel film Disney, se ne accorge e tenta di ingoiarli di nuovo finché non muore quando Pinocchio attiva una mina navale incastrata nella sua gola.
- In Pinocchio and Friends, il Pesce-cane è spaccone e minaccioso, ma non si limita a fare cattive azioni. Quando ha mal di denti si fa curare da Geppetto e gli piace molto cantare (cosa che spinge Mangiafuoco a farne una sua attrazione).
- In Pinocchio Musical, dopo che è stato buttato in mare in forma d'asino, Pinocchio è ritrasformato dalla fata in burattino ed è salvato da un Tonno che lo riporta a riva. Il Tonno lo informa anche di quello che potrebbe essere successo a Geppetto, così Pinocchio ritorna in mare a cercarlo ed è divorato dal Pescecane, ritorna il padre e con lui scappa a riva.
- In Shrek Il Musical, la Balena è citata da Pinocchio in un verso (sia in inglese che in italiano) di "La mia vita è così" (Story of my life).
- Il manga Pinocchio, scritto da Osamu Tezuka, mischia il film Disney col libro originale e molti dei personaggi, Pesce-cane incluso, mantengono l'aspetto e il carattere Disneyiano (per quanto mantenga il nome del libro). Ha lo stesso ruolo del film ma con qualche differenza: mentre nel film astutamente aspetta che un banco di pesci gli passi accanto, nel manga è invece infastidito da un paio di pesci incuriositi dal suo occhio aperto, divorandoli assieme a Pinocchio mentre il Grillo rimane fuori. Al suo interno, sistemato come un hotel a capsule, Pinocchio incontra il Tonno che, per quanto anche lui pasto del Pesce-cane, ha ottenuto il compito di smistare i suoi pasti nelle stanze. In una di esse, Pinocchio ritrova Geppetto e i suoi animali e, sfruttando un barattolo di pepe, fa scappare tutti quanti dalla bocca del mostro che si mette a inseguirli. Quando il gruppo si ferma ad una scogliera per cercare un modo per salirla, il Pesce-cane zompa addosso a loro, ma i personaggi si scansano in tempo ed esso si schianta sulla scogliera che gli frana addosso, seppellendolo e uccidendolo.[12]
- In Pinocchio. Storia di un bambino, il Pesce-cane non compare ma viene usato in un interessante metodo. Alla fine della sua testimonianza sulle sue avventure, concluse con il suo arresto al paese dei balocchi, il giudice chiede a Pinocchio di narrare ciò che ha passato nel salvare il padre dal Pesce-cane, ma Pinocchio dice che non è mai successo e, anzi, è per di più impossibile aver interagito con un mostro marino da una cella situata nell'entroterra, ma il giudice crea sul momento la plausibile ipotesi: essendo la cella situata sotto il livello del mare, un mostro marino avrebbe potuto farsi strada in un tunnel sottomarino fino alla sua cella. Questa sua ipotesi è usata non tanto come giustificazione, ma come esempio su come la menzogna su cui si affida il popolo dei burattini possa spiegare tutto.[13]
- In Pinocchio, il colore della notte, che narra la storia del libro dal punto di vista della Fata, essa è una servitrice dell'Ombra della Coniglia (la Morte), ma avendo preferito salvare Pinocchio anziché lasciarlo morire, la Coniglia la punisce seppellendola viva (o risvegliando il suo originale corpo defunto e sepolto) e il suo cuore riprende a battere all'impazzata. Dopo essere uscita dalla sua tomba (proprio dopo che Pinocchio è partito con il colombo), traumatizzata dal suo battito, la fata si estirpa il cuore e lo butta in mare. Il cuore, alimentato dalle sue emozioni negative e il suo ossessivo sentimento per Pinocchio, si trasforma nel Pesce-cane e la sua prima azione è divorare Geppetto. Quando è al Paese delle Api Industriose, la Fata continua a proibire Pinocchio di tornare alla spiaggia (per tenerlo lontano dal Pesce-cane). Quando Pinocchio viene buttato in mare dal tamburino, la fata si convince che non possa più fare nulla per lui, ma quando riemerge in forma di marionetta, ringraziando la fata di aver mandato dei pesci a salvarlo, ella si rende conto che è stato il Pesce-cane e, dopo aver tentato di salvarlo in forma di capretta (assunta nel panico), la fata realizza il piano del mostro: assorbire l'energia vitale di Pinocchio e prosciugargli il cuore per sostituirlo con il suo e tornare un essere completo. Pinocchio però riesce a scappare col padre e il Tonno (si scopre inoltre che il colpo di tosse era voluto dalla bestia, ma aveva abbassato la guardia non prevedendo che avrebbero ritentato la fuga al buio). Dopo il finale, la fata tiene testa alla Coniglia e torna a diventare un fantasma. Non notata dai paesani, si dirige in spiaggia dove l'attende il Pesce-cane, pronta a riassorbirla. Il mostro risulta inizialmente dominante, ma giunge Pinocchio che, con il suo vecchio corpo di legno, riesce ad aiutare la fata a entrare in armonia con il suo cuore, fino a darle sia la pace interiore che la pace eterna, sconfiggendo la bestia.[14]
- In Lies of P, il sottomarino di Simon Manus ha l'aspetto di uno squalo che rimanda al Pesce-cane. Lo stesso Simon, nella sua forma di mostro, rimanda all'idea del Pesce-cane (e anche a Lorenzini che dall'Omino di burro diventava la Balena).
- In varie serie animate e televisive sulle fiabe, anche se spesso raffigurata come Balena, il Pesce-cane svolge il ruolo del libro.
  - Le più belle favole del mondo: il Pesce-cane è una feroce balena, molto simile a quella del film Disney. Divora Geppetto di fronte al porto intero e Pinocchio, il quale parte poi subito a salvarlo. Nella sua ricerca del mostro, si imbatte in un delfino che lo sprona a lasciare stare, ma subito dopo arriva il Pesce-cane che li divora. Ritrovato Geppetto, il gruppo scappa dopo aver colpito ripetutamente le zanne serrate della belva, che li sputa via e poi se ne va.
  - Calendar Men: nel veloce flashback di Pinocchio nell'episodio "Pinocchio e il Cosmo-Pavone", viene fugacemente visto Pinocchio nuotare via dalla balena.
  - Nel regno delle fiabe: in uno strano quanto unico cambiamento, è un'orca a interpretare il mostro. Geppetto manda un SOS in bottiglia che Pinocchio riceve. Per uscire, Pinocchio tappa lo sfiatatoio con un barile al quale vi è legata una corda a cui Pinocchio e Geppetto si aggrappano, venendo poi sputati fuori dalla pressione dell'aria.
  - Le fiabe più belle: un gigantesco capodoglio prende il ruolo del Pesce-cane. Come nel film Disney, i due scappano dopo che Pinocchio brucia i relitti divorati dal cetaceo per farlo starnutire ma, differentemente da quella versione, non vengono inseguiti.
  - Hello Kitty's Furry Tale Theater: la storia ha luogo a Venezia e, mentre Granpappetto cerca Pinocchio su una gondola, una balena finita nel canale per errore, divora il falegname per sbaglio cacciando uno sbadiglio. Poco dopo, scappando a Catnipia e Griderosso, Pinocchio Penguin e il suo amico Chip, si tuffano nel canale e fanno la stessa fine di Granpappetto. La Balena, che qui è in grado di parlare, inizia a cercare una foce per il mare e scopre di aver ingerito qualcuno e, dopo averli aiutati a liberarsi dei loro inseguitori grazie al suo sfiatatoio, porta i tre davanti alla bottega del falegname e se ne va.
  - Happily Ever After: Fairy Tales for Every Child: la balena inghiotte prima George (Geppetto) mentre cerca di raggiungere l'Isola dei balocchi e Pinocchio fa la stessa fine quando scappa dall'isola. Riunito al padre, Pinocchio si scusa per tutti i guai che gli ha causato e grazie a questo suo onesto pentimento, la Fata non solo lo trasforma in bambino vero ma poi guida la balena a lasciarli sulla spiaggia.
  - Tre gemelle e una strega: cercando di raggiungere la nave dove i bambini-asini (e Pinocchio) saranno portati al mercato, Geppetto e le gemelle affondano a causa del mare grosso e sono divorati da una balena. Pinocchio si tuffa per salvarli e, aiutato dalla Strega Annoiata che gli da un motoscafo, raggiunge la coda del cetaceo e la morde. Dal dolore, la Balena vomita fuori il suo pasto, ma spiaccica con la coda il burattino, che muore sul colpo, ma viene poi salvato (e tramutato in bambino) dalla Strega. La balena, intanto, fugge via.
  - Le tenebrose avventure di Billy e Mandy: nell'episodio "Billy ocean", Billy viene divorato dalla Balena dentro il quale trova Pinocchio e Geppetto. Geloso di come il padre passi più tempo con il ragazzo, Pinocchio viene avvicinato dalla Fata Turchina che, ignorando la sua richiesta di diventare umano, gli suggerisce un modo per scappare dalla balena usando il fumo, ma Pinocchio comprende di dover cucinare e mangiare Billy per diventare umano. La Balena poi starnutisce a causa del fumo provocato dal fuoco, sputando fuori anche il suo pasto. La Balena si scopre essere chiamata Bluebarry Joe e ha divorato tutto il corpo (meno un mignolo) del capitan Deadwood, che ha sostituito il suo corpo con il legno, motivo per cui gli da la caccia.
  - Colorado - 'Sto classico: la Balena fa da ambientazione all'espediente narrativo dell'episodio di Pinocchio. L'intervista che scimmiotta Chi l'ha visto?, si ambienta nella pancia della Balena, dove inizialmente vi sono solo DJ Angelo (il presentatore), le sue assistenti e Geppetto, ma sono poi anche raggiunti (man mano che entrano in gioco nella storia degli eventi principali), il Grillo Parlante, la Fata Turchina e il Pappagallo del campo dei miracoli. In un unico intermezzo, la Balena caccia un rutto che DJ Angelo scambia per un peto di Geppetto. Alla fine del programma, quando il presentatore si domanda che fine abbia fatto Pinocchio dal suo ultimo avvistamento al Paese dei balocchi, ecco che il protagonista entra e ferma gli applausi a lui rivolti per rivelare che ha messo la testa a posto ed è diventato adulto con le sue sole forze, criticando la Fata per i suoi sciocchi e egoisti metodi e il Grillo e il Pappagallo per le loro morali poco chiare, poi prende il padre e lo invita a tornare a casa.
  - Simsalagrimm: una balena svolge lo stesso ruolo. Non è l'asma a permette la fuga, stavolta, ma una zanna scheggiata. L'assenza del Tonno, costringe Pinocchio a fare da galleggiante per il padre, Doc Croc e Yoyo per tutta la traversata.

### Versione Disney
(Grillo Parlante)

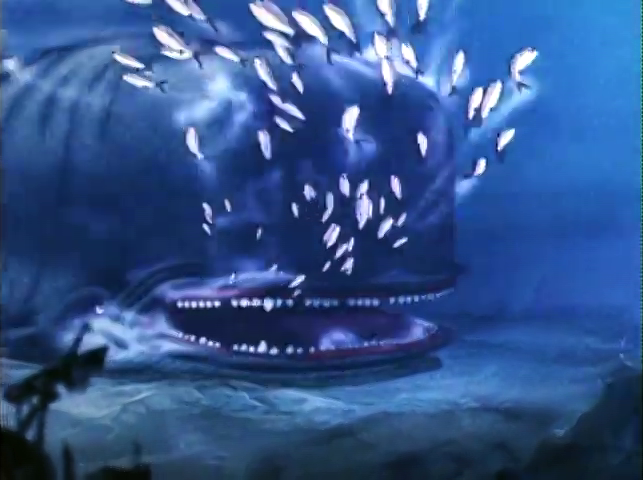
La Balena (Monstro) nel film Disney

- Il Pinocchio di Disney è il secondo film a rappresentare il mostro come una balena, prendendo più spunti da Moby Dick. La Balena (Monstro the Whale in inglese) rassomiglia un capodoglio con i solchi golari di una balenottera azzurra, con la testa più larga e denti aguzzi presenti anche nella mascella. Geppetto viene a scoprire che Pinocchio è al Paese dei Balocchi e con una barca, in compagnia di Figaro e Cleo, si precipita a cercare il figlio, venendo divorato nel tragitto dalla Balena. Quando Pinocchio e il Grillo Parlante fanno ritorno a casa, la Fata Azzurra, tramite una colomba, gli manda un messaggio che rivela del fato di Geppetto. Pinocchio e Grillo si tuffano in mare a cercarlo. Durante il tragitto, i pesci scappano al sentirla nominare e, poco dopo, il burattino viene divorato assieme ad una scolaresca di tonni che era passata incautamente vicino a lei. Una volta riunito col padre, Pinocchio mette su un falò che fa starnutire la Balena. Tutti quanti, quindi, salgono su una zattera con cui Geppetto aveva inizialmente tentato (e fallito) la fuga e fuggono dalla pancia della bestia. Grillo, invece, comicamente rimane fuori e continua a bussare sui denti intimando la Balena di farlo entrare, poi si rifugia in una bottiglia alla deriva per scappare ai gabbiani e, quando la Balena apre la bocca, entra solo per poi fare retrofront vedendo Pinocchio e gli altri remare verso l'esterno. Differentemente dal libro, la Balena si accorge di aver perso le sue prede e le insegue, con l'espressa intenzione di ucciderle. Persi gli animali durante uno degli attacchi e poi la zattera, Pinocchio porta in salvo il padre tra gli scogli dove il mostro marino si schianta, presumibilmente morendo per l'impatto. Tutti, animali compresi, si arenano sulla spiaggia. Inizialmente Walt Disney voleva renderlo un Pescecane, come nel libro.
- Nel videogioco del film, la Balena fa prima da traguardo nel livello sottomarino, segue quindi un livello bonus in cui bisogna sfruttare i tonni che scappano dalla Balena, evitando i pesci palla e (curiosamente) il Gatto, per scappare dalle fauci del mostro e raccogliere vite, poi il penultimo livello consiste nel raccogliere e bruciare la legna nella pancia della Balena e infine la fuga, al termine della quale Pinocchio ottiene la medaglia del coraggio e diventa un bambino vero.
- Degno di nota che varie Balene dal facile starnuto e dal simile aspetto compaiono in alcune occasioni, anche prima del debutto della Balena: Topolino, Pippo e Paperino cacciatori di balene, Sirenette in festa e in un episodio de La sirenetta - Le nuove avventure marine di Ariel.
- La Balena appare minormente anche nelle serie televisive animate House of Mouse - Il Topoclub e Topolino.
- Lo Storybook Land Canal Boats di Disneyland si apre con la barca che passa dentro le fauci della Balena.
- La Balena compare in una storia dei fumetti di Bonkers - Gatto combinaguai, in cui si rivela che è un gentile attore (sebbene un po' distruttivo a causa della sua mole) che in seguito al suo ruolo in Pinocchio non ha più trovato lavoro. Verrà poi fregato da una banda di truffatori nel rapinare banche con la scusante di girare film, ma poi aiuta Bonkers a fermare i criminali.
- In Geppetto, il falegname insegue il battello degli asini dal Paese dei Balocchi, ma viene divorato dalla Balena. Pinocchio, diventato asino, lo vede e si tuffa a salvarlo, ritornando un burattino nel processo. I due scappano sempre facendola starnutire, ma non con il fuoco, ma con il naso di Pinocchio che stuzzica l'ugola. Una volta starnutivi fuori, la Balena non sembra dar loro problemi e la scena seguente sono loro che tornano a casa.
- Un suo poster può essere visto fugacemente in un cinema di Mostropolis in Monsters & Co.
- Nella Parodia Disney di Moby Dick, la balena finisce con il divorare parte della ciurma del Pikuod. Per fuggire, i Bassotti usano come nel film lo stesso stratagemma di farla tossire con il fumo.[15]
- Appare anche in vari titoli di Kingdom Hearts.
  - Nel primo gioco, sopravvissuta alla distruzione del suo mondo natale, si ritrova a viaggiare nello spazio, diventando così un sub-mondo.
  - Ricompare in Chain of Memories in forma di memoria.
  - Nella versione Final Mix di Birth by Sleep è un boss dell'Arena Miraggio dove si lotta sia dentro la sua pancia sia fuori, in una scogliera piena di relitti.
  - In Dream Drop Distance, la Balena (chiamata anche "Mostro" nella versione italiana) ricompare nei sogni del suo mondo natale, ancora addormentato a seguito della sua distruzione, dove è congelata da un Divorasogni. Sora la libera e unisce le forze con il mostro per sconfiggere il nemico. Riku invece esplora l'interno della sua pancia un'altra volta.
- Nella serie TV C'era una volta, nel primo flashback dell'episodio "Lo sconosciuto", Pinocchio e Geppetto sono visti scappare in mezzo al mare in tempesta dalla Balena. Pinocchio si getta nelle sue fauci per permettere al padre di scappare, ma la scena poi si sposta al mattino seguente sulla spiaggia dove i due si sono arenati.
- Nel remake del 2022, la bestia ha lo stesso ruolo nel film originale, cambia però il design che mischia vari dettagli da molti giganti marini (veri e fittizi), tra cui il muso di un Mosasauro o un Basilosauro, i tentacoli di un Kraken e le pinne del Pesce-cane di Carlo Chiostri. Per tale motivo, la versione italiana adopera il suo nome inglese avendo perso il quasi-normale aspetto da balena.
- Il romanzo La Stella dei Desideri della collana A Twisted Tale spiega le origini della creatura: essa non è una comune balena ma una forza distruttrice creata dai Senza Cuore, un gruppo di fate ribelli e malvagie; esse hanno l'obbiettivo di contrastare l'operato delle fate alimentando il male nel mondo, lo stesso male è una sorta di "nutrimento" per Monstro che, con la sua maggiore diffusione diventa sempre più forte. La bestia ha già incontrato un giovane Geppetto molti anni prima che l'uomo vada in mare in cerca di Pinocchio e l'allora giovane giocattolaio viene salvato da Chiara, la futura Fata Azzurra. Il primo giorno di apprendistato della stessa Fata, essa individua Monstro e con il resto delle Fate lo mette a dormire, privando i Senza Cuore della loro arma finché non lo ritrovano e risvegliano qualche settimana prima della storia principale, mettendolo a guardia del Paese dei Balocchi. Per provare la lealtà di Ilaria, i Senza Cuore la obbligano a istruire Monstro nell'uccidere il suo ex Geppetto mentre questi va a salvare Pinocchio, ma Ilaria gli dice solo di mangiarlo in un boccone, usando come scusa che lo tiene vivo per ottenere più disperazione dall'uomo. A fine storia, le fate mettono nuovamente a dormire Monstro, nella speranza che lo faccia definitivamente.[16]
- In Cuphead, uno degli attacchi di Igor Mortis consiste nello schiantare la personificazione della costellazione della Balena che, in pieno stile cartone animato, è una versione gialla di Monstro. Nel cartone animato, l'inseguimento di Cuphead e Mugman da parte della Baronessa Von Bon Bon e il suo castello vivente ha diversi elementi in comune col climax offerto dall'inseguimento con la Balena.

## Musica
- Meat Loaf ha usato il nome Monstro come titolo di una sua canzone.